# Grove Green
Grove Green – wieś w Anglii, w hrabstwie Kent, w dystrykcie Maidstone. Leży 2 km na północny wschód od miasta Maidstone i 54 km na południowy wschód od centrum Londynu.